# Бронево (Радзейовський повіт)
Бронево (пол. Broniewo) — село в Польщі, у гміні Радзеюв Радзейовського повіту Куявсько-Поморського воєводства.
Населення — 330 осіб (2011).
У 1975-1998 роках село належало до Влоцлавського воєводства.

## Демографія
Демографічна структура станом на 31 березня 2011 року:
|          | Загалом | Допрацездатний вік | Працездатний вік | Постпрацездатний вік |
| -------- | ------- | ------------------ | ---------------- | -------------------- |
| Чоловіки | 172     | 44                 | 115              | 13                   |
| Жінки    | 158     | 36                 | 92               | 30                   |
| Разом    | 330     | 80                 | 207              | 43                   |